# Eakkanut Kongket
Eakkanut Kongket (thailändisch เอกณัฏฐ์ คงเกตุ; * 31. März 1988) ist ein thailändischer Fußballspieler.

## Karriere
Eakkanut Kongket spielte bis 2016 beim Drittligisten Khon Kaen United FC in Khon Kaen. 2017 wechselte er zum Nakhon Ratchasima FC. Der Verein aus Nakhon Ratchasima spielte in der ersten Liga, der Thai League. Für Nakhon Ratchasima bestritt er 108 Erstligaspiele. Im Juni 2021 unterschrieb er einen Vertrag beim Ligakonkurrenten PT Prachuap FC. Am 29. Mai 2022 stand er mit PT im Finale des Thai League Cup. Hier unterlag man im BG Stadium Buriram United mit 4:0. Im Juni 2023 wechselte er nach insgesamt 46 Ligaspielen zum Drittligisten Raj-Pracha FC. Mit dem Verein aus der Hauptstadt Bangkok spielte er 19-mal in der Western Region der Liga. Nach einer Spielzeit wurde sein Vertrag im Sommer 2024 nicht verlängert.

## Erfolge
PT Prachuap FC
- Thailändischer Ligapokalfinalist: 2021/22